# La Jazz Cava
La Jazz cava és un bar musical amb sala de concerts fundat el 1991 que està ubicat a la ciutat de Vic. Fundat per Toni Pujol, Marcel·lí Druguet i Montse Albàs, l'espai es destina a difondre la música de jazz i la música creativa. El local està situat a la muralla històrica de Vic, a la Rambla dels Montcada.
Com el seu nom indica, està especialitzat en música de jazz, encara que també acull concerts de rock, soul, funky, reggae o pop electrònic, entre altres estils. Pel seu escenari han passat tant músics i grups de renom internacional com prometedors artistes novells catalans. La Jazz Cava vol ser un punt de trobada de totes aquelles persones que estimen la música i un espai on els artistes residents al nostre país puguin mostrar les seves creacions, així com un lloc on es puguin escoltar músics i propostes d'arreu.

## Premis
- Guanyador Premis ARC 2015 a «MILLOR PROGRAMACIÓ D'ESPAI MUSICAL»[5]